# Helen Konzett Bargetze
Helen Konzett Bargetze (* 20. September 1972 in Chur) ist eine liechtensteinische Politikerin (Freie Liste).

## Biografie
Helen Konzett besuchte die Primarschule in Triesen, von 1984 bis 1988 die Realschule in Balzers und Triesen. In dem Zeitraum von 1988 bis 1989 durchlief sie das Zehnte Schuljahr in Schaan.
Von 1989 bis 1992 absolvierte sie eine kaufmännische Lehre bei einem Reisebüro in Vaduz, von 1994 bis 1997 die Interstaatliche Maturitätsschule für Erwachsene (ISME) in Sargans (SG) und von 1997 bis 2005 die Studiengänge Ethnologie, Politikwissenschaften und Anthropologie an der Universität Zürich (ohne Abschluss). In den Jahren von 2009 bis 2013 bekleidete sie die Position der Geschäftsführerin der Freien Liste (FL) und seit 2017 ist sie Sachwalterin beim liechtensteinischen Sachwalterverein.
Im Zeitraum von 2004 bis 2009 war sie Mitglied des Vorstands der Freien Liste und von 2004 bis 2011 der Arbeitsgruppe Schwangerschaftskonflikte. Darüber hinaus war sie von 2008 bis 2013 Stiftungsrätin beim Liechtensteinischen Entwicklungsdienst (LED) und ist seit 2010 Vorstandsmitglied des Literaturhauses Liechtenstein.
Nachdem sie von 2009 bis 2013 stellvertretende Abgeordnete war, wurde sie im Februar 2013 für die Freie Liste (FL) in den Landtag des Fürstentums Liechtenstein gewählt. Im Zuge der Landtagswahl im Februar 2017 wurde sie erneut stellvertretende Abgeordnete. Innerhalb des Landtages ist sie seit 2013 Mitglied der liechtensteinischen Delegation bei der Organisation für Sicherheit und Zusammenarbeit in Europa und war von 2013 bis 2017 Mitglied der liechtensteinischen Delegation bei der Parlamentarier-Kommission Bodensee. Des Weiteren war sie von 2013 bis 2017 Fraktionssprecherin ihrer Partei und damit Mitglied des Landtagspräsidiums. Bei der nächsten Landtagswahl im Februar 2021 trat sie nicht mehr an und schied damit aus dem Landtag aus.
Konzett Bargetze ist Ethnologin und war von 2008 bis 2013 Stiftungsrätin des Liechtensteinischen Entwicklungsdienstes. Im September 2009 wurde sie Geschäftsführerin der Freien Liste und übte dieses Amt vier Jahre lang aus, bevor sie 2013 von Thomas Lageder abgelöst wurde.
Am 13. Oktober 2017 ging sie ihre zweite Ehe mit dem Tierarzt Zaid AlQaisy (*16.6.1986) ein. Aus der vorherigen Ehe mit Edgar Bargetze (* 2. Juni 1967) gingen zwei Söhne hervor.